# 深澤慶
深澤 慶（ふかさわ けい、1980年3月2日 - ）は、日本のフリーアナウンサー、ナレーター、司会。東京都出身。Sports Zone株式会社所属。

## 経歴・人物
東京都武蔵野市出身、日本大学第二中学校、日本大学第二高等学校、日本大学卒業。東京アナウンスセミナー出身（三期生）。中学、高校の同級生にサルゴリラの赤羽健壱がいる。
大学卒業後即フリーのスポーツアナウンサーとしてプロ野球中継、主に西武ライオンズ担当のリポート、インタビュアー、実況として活動。初めて担当したプロ野球の1軍実況中継は、西口文也の「幻の完全試合」となった2005年8月27日の西武ライオンズ対東北楽天ゴールデンイーグルス戦。
その後、一旦外の世界を見てみたいと、一般企業サラリーマンに転身。芸能マネージャーとして勤めていた。
さらにはWEB制作やWEBスクールでの講師の経験もし、2012年からSports Zone所属として再びメディア活動を再開。
近年はプロ野球中継に留まらず、サッカー中継、ラグビー中継、バスケ中継など、担当スポーツは年々増加し、イベントの司会など、その活動は多岐にわたる。
また、プロ野球では、2016年7月23日の広島東洋カープ対阪神タイガース戦のリポートを担当し、黒田博樹のNPB/MLB通算200勝のインタビュアーも担当。「幻の完全試合」に続き、節目で記録に残る試合を担当している。
2023年のFIBAバスケットボール・ワールドカップでは48年ぶり自力出場となるパリ五輪出場を決めた伝説のカーボベルデ戦をDAZNにて担当した。
好きな言葉は「明るく、心を持って、一生懸命！」

## 出演
野球実況・リポート
- メジャーリーグ（J SPORTS、DAZN）
- プロ野球　西武、ロッテ、広島、中日、DeNA戦（J SPORTS、BS朝日、フジTWO、ABEMAなど）
- 各年代 野球日本代表 中継 (J SPORTS、ABEMA)
- 都市対抗野球、全日本クラブ野球選手権、大学野球選手権 (J SPORTS)
- 東京六大学野球 実況 (ABEMA)
- 高校野球 神奈川県大会 (J:COM)

サッカー実況
- 代表選 EURO予選、W杯予選など (GAORA、DAZN)
- FIFA U-20ワールドカップ アルゼンチン大会 (J SPORTS)
- 欧州サッカー ブンデスリーグ、ラ・リーガ、リーグ・アン、セリエA他 カップ戦 (DAZN)
- Jリーグ (DAZN、CNA秋田ケーブルテレビ)

ラグビー実況
- ワールドラグビー セブンズシリーズ (DAZN)
- ヨーロピアンラグビー (DAZN)

バスケットボール実況
- FIBAバスケットボール・ワールドカップ2023 (DAZN)
- Bリーグ (バスケットLIVE、J:COM、CNA秋田ケーブルテレビ)
- 高校バスケ、大学バスケ (J SPORTS、J:COM、バスケットLIVE)
- バスケットボール3×3 (J:COM)

マラソン実況
- 湘南国際マラソン (J:COM)
- 湘南藤沢市民マラソン (J:COM)

アメフト実況
- NFL (DAZN)

体操競技実況
- SAGA2024国民スポーツ大会 (国スポチャンネル)

ナレーション
- 純烈の野球やろうぜっ！ (テレビ東京)

- 世界水泳、ゴルフ中継など　テレビスポットCM (BS朝日)
- 埼玉西武ライオンズ球団制作CM

司会
- CODE VS
- 結婚披露宴